# Barband
Barband (arab. بربند) – wieś w Syrii, w muhafazie Aleppo, w dystrykcie Afrin. W 2004 roku liczyła 234 mieszkańców.